# Phongsaly
Phongsaly (lao ຜົ້ງສາລີ) est la capitale de la province de Phongsaly au Laos.

## Histoire
La ville n'a pas été détruite pendant la guerre du Viêt Nam et on y trouve d'anciennes maisons en bois de style yunnanais. Jusque dans les années 1970, un consulat chinois était en service à Phongsaly.

## Géographie
Phongsaly se trouve à 1 400 mètres d'altitude, ce qui en fait la ville la plus haute du Laos. 

### Climat
La température annuelle moyenne est de 17,9 degrés et les précipitations sont de 1 692 mm.

## Démographie
En 2015, la population de la ville est de 8 161 habitants. La plupart des habitants sont de l'ethnie Hor et parlent chinois.

## Transport
La ville est desservie par l'aéroport de Boun Neua.